# EC50
L'EC50 è la concentrazione di un dato farmaco tale da produrre il 50% dell'effetto massimale. Essa rappresenta la potenza del farmaco, sicché è plausibile affermare che tra più farmaci interagenti con lo stesso sistema recettoriale è più potente quello dotato di minore EC50. Quest'ultimo, infatti, sarà in grado di esplicare gli stessi effetti a concentrazioni inferiori.
L'EC50 di un farmaco può essere modificata in presenza di antagonisti. Gli antagonisti recettoriali competitivi determinano un aumento dell'EC50 con apparente riduzione di potenza del farmaco agonista. Questo vuol dire che l'inibizione provocata dall'antagonista verrà sormontata aumentando le concentrazioni di agonista, il quale mantiene comunque la stessa efficacia e lo stesso effetto massimo ottenibile.
Gli antagonisti recettoriali non competitivi, al contrario, non modificano l'EC50 in quanto l'inibizione non può essere superata aumentando le concentrazioni di agonista. L'antagonista non competitivo riduce l'efficacia dell'agonista ma la potenza rimane invariata. Apparentemente si verifica una riduzione del numero di recettori.
Gli antagonisti recettoriali competitivi sono invece farmaci privi di efficacia che stabiliscono un legame reversibile con il recettore. Non attivano il recettore ma esercitano un'azione di inibizione nei confronti del ligando naturale o del farmaco agonista. La loro attività intrinseca è nulla in quanto non mimano l'azione del ligando naturale.